# Giovanni Tonucci
Giovanni Tonucci (ur. 4 grudnia 1941 w Fano we Włoszech) – duchowny katolicki, arcybiskup, nuncjusz apostolski, Prałat Loreto w latach 2007-2017.

## Życiorys
19 marca 1966 otrzymał święcenia kapłańskie i został inkardynowany do diecezji Fano. W 1968 rozpoczął przygotowanie do służby dyplomatycznej na Papieskiej Akademii Kościelnej.
21 października 1989 został mianowany przez Jana Pawła II nuncjuszem apostolskim w Boliwii oraz arcybiskupem tytularnym Torcello. Sakry biskupiej 6 stycznia 1990 udzielił mu papież Jan Paweł II.
9 marca 1996 został przeniesiony do nuncjatury w Kenii. 16 października 2004 został nuncjuszem w Skandynawii.
18 października 2007 został mianowany arcybiskupem-prałatem Loreto. 20 maja 2017 przeszedł na emeryturę.